# Brian Oldfield
Brian Ray Oldfield (* 1. Juni 1945 in Elgin, Illinois; † 26. März 2017 ebenda) war ein US-amerikanischer Leichtathlet, der in den 1970er-Jahren mehrfach den Weltrekord im Kugelstoßen verbesserte.

## Leben
Brian Oldfield war bereits als Schüler der Elgin High School 1963 Jugendmeister von Illinois im Kugelstoßen. Hierdurch bekam er ein Collegestipendium an der Middle Tennessee State University und verbesserte sich weiter. Er schloss das Studium mit dem Sportlehrer-Examen (Bachelor of Arts) ab. Da er bereits 18,03 m erreicht hatte, setzte er nun mehr Zeit für das Training ein. Entsprechend den damaligen amerikanischen Amateurbedingungen durfte er jedoch nicht als Sportlehrer oder Trainer arbeiten. 1968 war er aber nur Achter bei den amerikanischen Meisterschaften mit 18,65 m, und im Diskuswurf erreichte er mit 55,90 m nicht den Endkampf. Als guter Diskuswerfer stellte er nun aber seine Kugelstoßtechnik erfolgreich um von der Angleittechnik zur Drehtechnik, die zwar vom Russen Alexander Baryschnikow erfunden worden war, daher in Europa auch meist Baryschnikow-Technik heißt, in den Vereinigten Staaten war aber Oldfield der Erste, sodass sie hier bis heute der Oldfield-Spin genannt wird.
1969 wurde er mit 19,68 m Vierter der amerikanischen Meisterschaften im Kugelstoßen und auch im Diskuswurf zeigte er mit 56,03 m eine konstante Leistung. Seine Leistungsbreite unterstrich er 1971 mit einem Zehnkampf mit 5750 Punkten, 100 Meter in 10,5 s und 1,98 m im Hochsprung, 64,10 m im Speerwurf und 64,86 m im Hammerwurf. 1972 wurde er mit 20,97 m Dritter der amerikanischen Meisterschaften und Sechster bei den Olympischen Spielen. Auch mit 61,10 m im Diskuswurf war er der Sechste in den Vereinigten Staaten. In der Folge schloss sich Oldfield als eine der Attraktionen als Berufssportler der Profi-Leichtathletik in der International Track Association an. Mit 21,61 m stieß er 1973 weiter als der bestehende Weltrekord. Auch seine Leistungen 1975 und 1976 hätten zu Platz 1 in der Amateurweltrangliste geführt, wobei er 1975 mit 22,86 m erneut den Amateurweltrekord überbot. Mit 62,25 m überbot er 1975 auch seine Bestleistung im Speerwurf.
Auch nach Ende der ITA startete Oldfield weiter, war in Schottland überaus erfolgreich bei den Highland Games, bei Wettbewerben um den Stärksten Mann der Welt und als Wrestler. Er war Sparring-Partner von Muhammad Ali. Erst 1980 wurde er reamateurisiert. Bei 32 Wettkämpfen stieß er über 21 m. Mit 21,81 m qualifizierte er sich als Amerikanischer Meister 1980 für die Olympischen Spiele (damit Platz 3 der Weltrangliste), durch den Olympiaboykott kam er jedoch um seine Olympiachance. Mit 22,17 m stellte er 1984 einen neuen amerikanischen Amateurrekord auf, er konnte jedoch als ehemaliger Profi nicht an den Olympischen Spielen teilnehmen. Mit 21,41 m aus 1985 hält er auch 2016 noch den Alterklassenweltrekord der Ü40.
Oldfield arbeitete als Wurftrainer der Lake Park High School und der Taylor University. Er war 1,95 m groß und hatte ein Wettkampfgewicht von 127 kg und war unter dem Spitznamen „The Big O“ bekannt. Seit 2000 hatte er aufgrund des immensen Krafttrainings und Anabolikagebrauchs 16 Operationen hinter sich gebracht und bewegte sich mit Stock bzw. mit Rollstuhl.